# CDA-lijsttrekkersverkiezing 2012

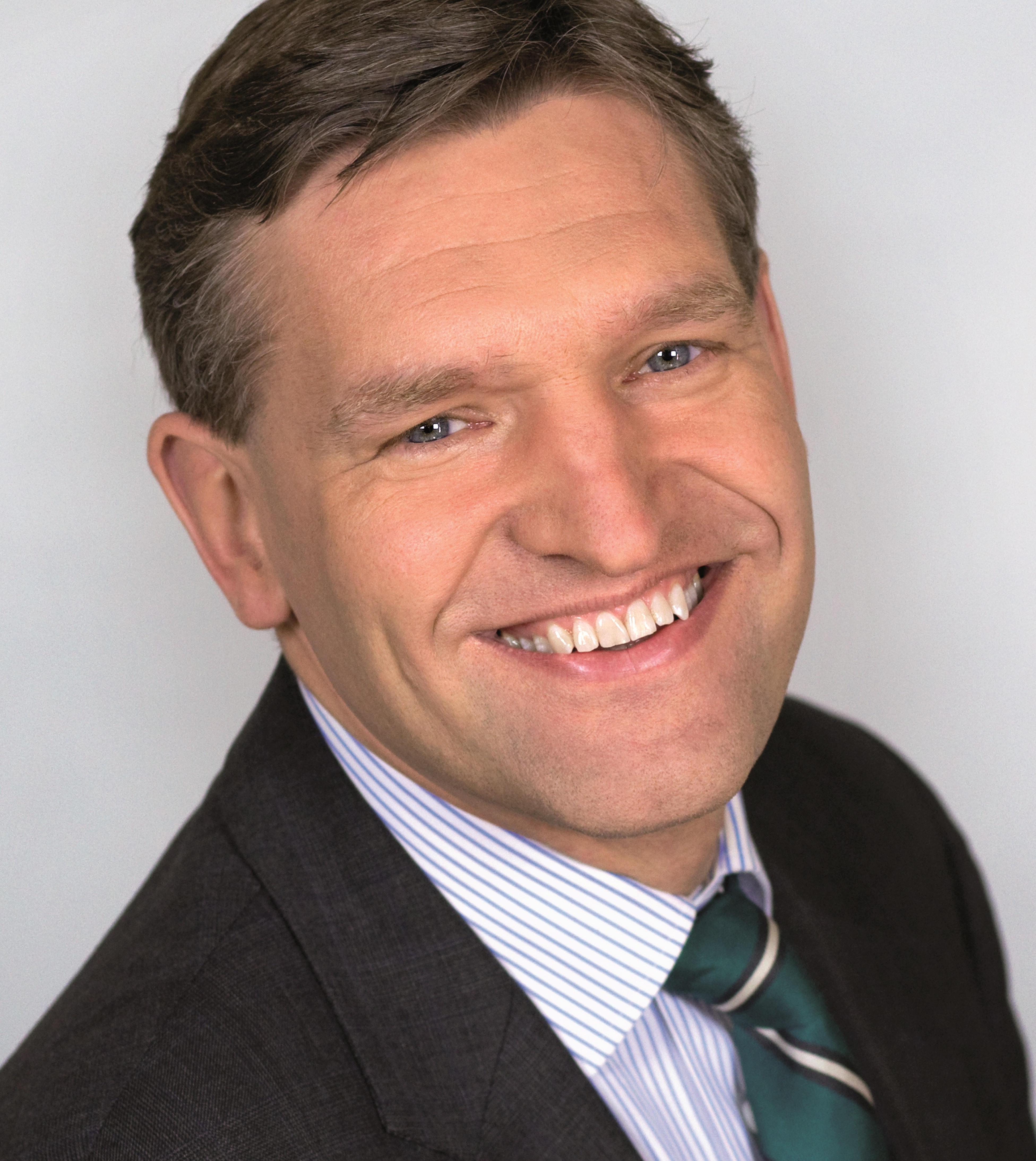
Van Haersma Buma in 2012

Het Christen-Democratisch Appèl (CDA) besloot na de val van het kabinet-Rutte I een lijsttrekkersverkiezing te houden voor een nieuwe lijsttrekker en partijleider van het CDA. Sybrand van Haersma Buma won de eerste ronde met meer dan 50% van de stemmen.
De ledenraadpleging werd gehouden op voorspraak van partijvoorzitter Ruth Peetoom. De partijleden kregen tot 4 mei 2012 de tijd om zich kandidaat te stellen. Op 7 mei 2012 maakte de partij bekend dat er twaalf aanmeldingen waren, waarvan het partijbestuur er zes heeft uitgekozen. De verkiezing van de lijsttrekker vond plaats over één ronde. In deze eerste ronde namen de kandidaten het tegen elkaar op in vier debatten. Leden konden met behulp van een unieke stemcode vanaf donderdag per telefoon en internet hun stem uitbrengen op een van de kandidaten. De eerste ronde sloot op 18 mei. Indien geen van de kandidaten de drempel van 50% zou halen, zou een tweede ronde nodig zijn geweest.

## Kandidaten
| Kandidaat                | Functie                                                       | Percentage |
| ------------------------ | ------------------------------------------------------------- | ---------- |
| Henk Bleker              | Staatssecretaris van Economische Zaken, Landbouw en Innovatie | 7,3%       |
| Sybrand van Haersma Buma | Fractievoorzitter Tweede Kamer                                | 51,4%      |
| Mona Keijzer             | Wethouder in Purmerend                                        | 26,4%      |
| Liesbeth Spies           | Minister van Binnenlandse Zaken en Koninkrijksrelaties        | 3,7%       |
| Madeleine van Toorenburg | Lid Tweede Kamer                                              | 1,7%       |
| Marcel Wintels           | Voorzitter College van Bestuur Fontys Hogeschool              | 9,5%       |

## Uitslag
Sybrand van Haersma Buma won de verkiezingen in de eerste ronde. Hij kreeg meer dan 50 procent van de stemmen en ging namens het CDA de lijst aanvoeren. Mona Keijzer was zijn voornaamste tegenkandidaat, de andere kandidaten bleven ver achter bij deze twee leden. . Al tijdens zijn "acceptatiespeech" vroeg Buma Keijzer om zijn running mate te worden, hetgeen resulteerde in een tweede plaats op de kandidatenlijst van de partij voor de eerstvolgende verkiezingen.
Van Haersma Buma werd op 18 mei door Ruth Peetoom gepresenteerd als lijsttrekker op een persbijeenkomst. Het CDA-partijcongres van 29 en 30 juni heeft de verkiezing van de lijsttrekker officieel bekrachtigd.